# Jajasta gnojištarka
Jajasta gnojištarka ili prava tintnica (lat. Coprinopsis atramentaria) je uvjetno jestiva gljiva iz roda Coprinopsis. To je raširena i česta gljiva koja se nalazi na cijeloj sjevernoj polutci. Skupine gljiva nastaju nakon kiše od proljeća do jeseni, često na urbanim i zapuštenim staništima poput praznih površina i travnjaka, kao i na travnatim površinama. Jajasta gnojištarka u početku je zvonolikog oblika prije otvaranja, nakon čega se izravna i raspadne. Meso je tanko, a okus je blag. Može se jesti, ali je otrovna kada se konzumira s alkoholom.

## Opis
- Klobuk jajaste gnojištarke je širok od 2 do 6 centimetara, najprije jajolik, zatim zvonolik, rascijepana oboda, srebrnaste do sivosmeđe boje, prekriven finom kožicom i finim ljuskicama po cijeloj dužini klobuka.
- Listići su izvanredno gusti, vretenasti, široki i slobodni; najprije bijeli, zatim smeđasti i na kraju crni.
- Stručak je visok od 5 do 15 centimetara, cilindričan, najprije pun pa šupalj, na kraju zadebljan, ispod klobuka ostaci zastorka poput crnkastog prolaznog vjenčića.
- Meso je bijelo pa sivosmeđe, miris nenapadan i neodređen.
- Spore su u masi crne, eliptične, 6 – 12 x 5 – 6 μm.

## Stanište
Raste busenasto na travnjacima, u vrtovima, oko drveća, uzduž putova, na gnojenu tlu, u proljeće i jesen.  

## Upotrebljivost
Jajasta gnojištarka je jestiva, samo dok su listići bijeli. Nikako ne smijemo piti alkoholna pića prije i poslije jela, jer izaziva nepodnošljivu alergiju na koži, poput antabusa. Posebno treba naglasiti da se trovanje u vidu vrtoglavice, povraćanja, svrbeža i drugih simptoma, može javiti ako se piju alkoholna pića i 20 sati nakon jela.

## Sličnosti
Postoji mnogo vrsta crnih spora i raspadajućeg mesa, ali mnogo manjih dimenzija i rastu na različitim staništima. Coprinus domesticus Bull. ex Fr. Raste vrlo busenasto, Coprinus truncorum raste na panjevima, Coprinus micaceus Bull. ima raznih varijeteta i raste na tlu. Zamjena s opasnim gljivama je nemoguća. 